# Peter Hirsch
Peter Hirsch (født 6. marts 1979 i København) er en tidligere dansk ishockeymålmand der senest spillede for Rungsted Ishockey.
Han startede karrieren i Nordsjælland Cobras men skiftede i en ung alder til Troja/Ljungby i Sverige. Efter tre sæsoner for Troja i de sekundære svenske rækker skiftede Hirsch i 2000 til MODO Hockey i den svenske Elitserie.
Peter Hirsch har spillet for Danmark ved 9 VM-slutrunder, heraf samtlige de 5 gange Danmark har deltaget ved A-VM. Han har for det meste været førstevalget på landsholdet og huskes bl.a. for at have stået en fremragende kamp ved VM i ishockey 2003 hvor Danmark debuterede ved A-VM med en sensationel sejr over USA på 5-2.
Peter Hirsch spillede i 2003 for Bakersfield Condors i ECHL uden større succes. Han har de seneste sæsoner spillet både i Sverige og i Danmark.

## Eksterne links
- Statistik fra www.eurohockey.net
- Statistik Eliteprospects.com